# باگناریا آرسا
باگناریا آرسا (به ایتالیایی: Bagnaria Arsa) یک کومونه در ایتالیا است که در استان اودینه واقع شده‌است.

## خصوصیات
باگناریا آرسا ۱۹٫۱ کیلومترمربع مساحت و ۳٬۴۹۱ نفر جمعیت دارد.